# Afagnan
Afangnan est une ville de la préfecture du Bas-Mono au nord d'Aného au  Togo dans la Région maritime.

## Histoire
Situé dans au Togo, spécifiquement dans la région maritime, Afangnan est le chef-lieu de la préfecture de Bas-Mono et le chef-lieu de la commune du Bas-Mono 1.
Selon l’histoire, ses fondateurs sont issus des fuyards Adja-Éwé de Notsè ayant abandonné le groupe à Tsévié pour continuer vers le sud Togo. Alors que Foli Bebe (roi des Guins) et son groupe s’installent à Glidji à Aného, une autre partie de la communauté poursuit le voyage jusqu’à Afagnan.

## Géographie
La ville d’Afangnan se situe dans la préfecture de Bas-Mono et se trouve à environ 82 Km à l’est de la ville de Lomé (capitale du Togo).

## Personnalités liées à la commune
- Faure Gnassingbé, fils et successeur de Gnassingbé Eyadema, quatrième président de la République togolaise, en fonction depuis 2005.